# Sheikh Salahuddin Jewel
Sheikh Salahuddin Jewel é um político da Liga Popular de Bangladesh e atual membro do Parlamento de Khulna-2.

## Família
Jewel é o segundo filho do Sheikh Abu Naser, irmão mais novo do Sheikh Mujibur Rahman. A primeira-ministra Sheikh Hasina é sua prima.

## Carreira
A casa de Jewel foi atacada em 30 de outubro de 2014 por indivíduos com armas de fogo. Ninguém ficou ferido no ataque. Ele foi eleito para o Parlamento de de Khulna-2 em 30 de dezembro de 2018 como candidato da Liga Popular de Bangladesh.